# ینگی-الیش (شهرستان کمین)
ینگی-الیش (به لاتین: Jangy-Alysh) یک عوارض جغرافیایی در قرقیزستان است که در شهرستان کمین واقع شده‌است. ینگی-الیش ۱٬۹۴۰ نفر جمعیت دارد و ۱٬۰۴۵ متر بالاتر از سطح دریا واقع شده‌است.